# Anton Ondruš
Anton Ondruš (Szolcsány, 1950. március 27. –)  csehszlovák válogatott labdarúgó.

## Fordítás
- Ez a szócikk részben vagy egészben  az   Anton Ondruš című angol Wikipédia-szócikk fordításán alapul.  Az eredeti cikk szerkesztőit annak laptörténete sorolja fel. Ez a jelzés csupán a megfogalmazás eredetét és a szerzői jogokat jelzi, nem szolgál a cikkben szereplő információk forrásmegjelöléseként.